# Nou Ministres
Els Nou Ministres (xinès tradicional: 九卿, xinès simplificat: 九卿) va ser el nom col·lectiu de nou alts funcionaris en el govern imperial de la Dinastia Han (206 aC-220), cadascú hi era a càrrec d'un ministeri especialitzat i es subordinaven als Tres Consellers de l'Estat. L'historiador Rafe de Crespigny, en el seu A Biographical Dictionary of Later Han to the Three Kingdoms (23–220 AD), tradueix els títols de la classificació dels nou ministres com: (1) el Ministre de Cerimònies (太常), (2) el Ministre de la Casa (光祿勳), (3) el Ministre dels Guàrdies (衛尉), (4) el Ministre Majoral (太僕), (5) el Ministre de Justícia (廷尉), (6) el Ministre Herald (大鴻臚), (7) el Ministre del Clan Imperial (宗正), (8) el Ministre de Finances (大司農), i (9) el Ministre Majordom (少府) encara que altres fonts ofereixen traduccions alternatives.